# Эйнбродт, Пётр Петрович

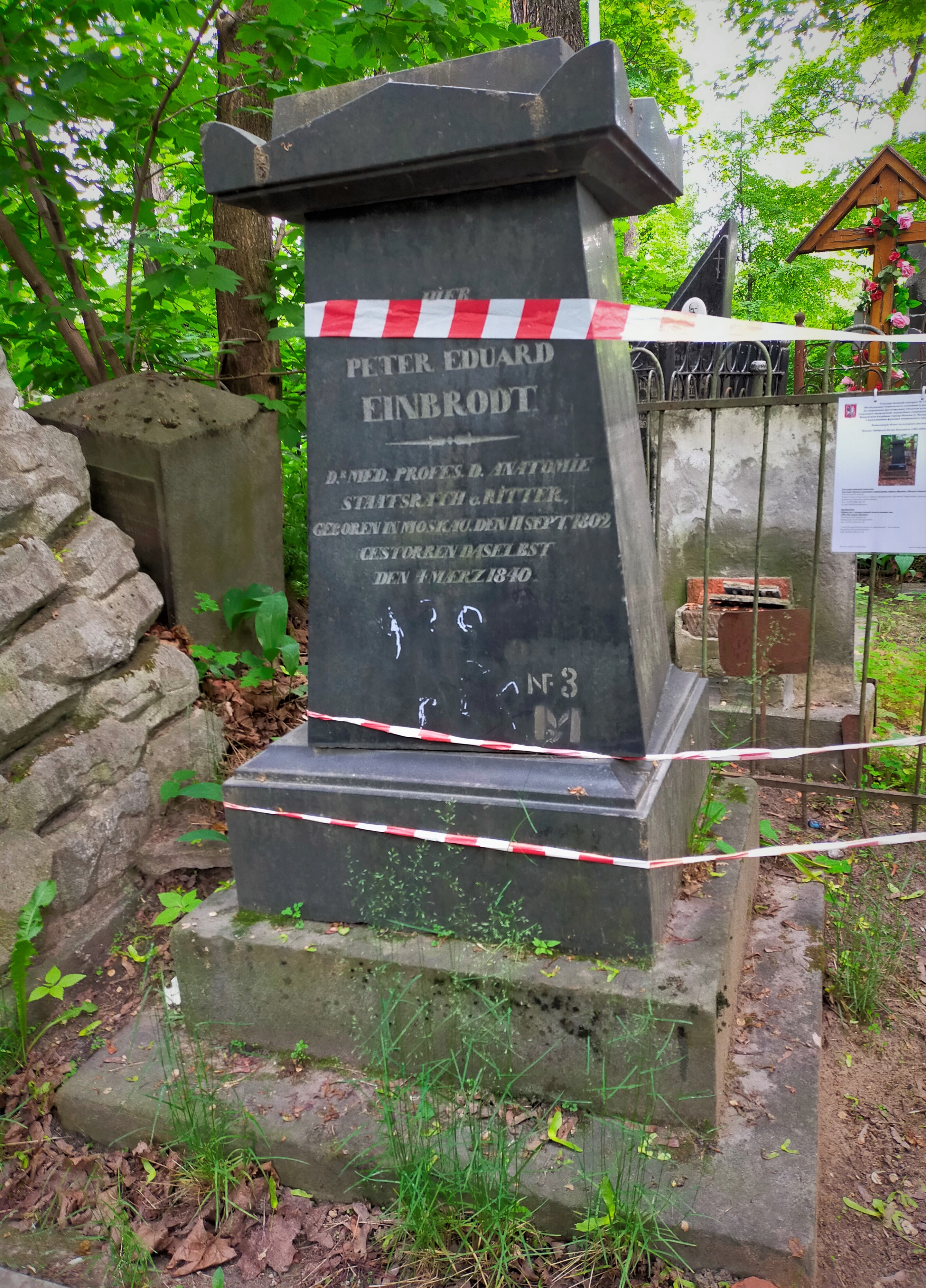
Памятник на могиле П.П. Эейнбродта, Введенское кладбище

Пётр Петрович (Петер Эдуард) Эйнбродт (нем. Peter Eduard Einbrodt; 1802—1840) — медик, анатом, ординарный профессор Московского университета. Отец анатома Павла Петровича Эйнбродта.

## Биография
Из семьи известного московского аптекаря Петера Христиана Эйнбродта (31.08.1771 — 09.03.1827), владевшего Старомясницкой аптекой. Мать — Луиза Элеонора Хюбнер (26.08.1779-15.12.1857). Первоначальное образование получил в доме родителей, затем обучался в пансионе при московской губернской гимназии. Окончив гимназию (1819), поступил на медицинский факультет Московского университета. За время обучения был дважды (в 1822 и в 1824) награждён медалями за медицинские рассуждения (серебряной и золотой соответственно). Особый интерес проявлял к анатомии под влиянием лекций Х. И. Лодера, которого П. П. Эйнбродт считал своим учителем и другом.
В 1826 году за диссертацию «De nervis abdominis» был удостоен степени доктора медицины и назначен адъюнктом по кафедре анатомии в Московском университете; в 1829 году — экстраординарным профессором этой кафедры, а после смерти Х. И. Лодера в 1832 году — ординарным профессором анатомии.
В 1828 году он был назначен штаб-лекарем при Воспитательном доме. В 1837 году читал курс анатомии цесаревичу Александру Николаевичу.
Пётр Петрович Эйнбродт был членом Императорского общества испытателей природы и физико-медицинского общества, в «Записках» которых был напечатан ряд его статей.
Эйнбродт представил проект устройства в Москве первой детской больницы, но ранняя смерть помешала ему выполнить свое намерение.
Похоронен на Введенском кладбище в Москве (1 уч.).